# Scampolo (film, 1928)
Pour les articles homonymes, voir Scampolo.
Pour plus de détails, voir Fiche technique et Distribution.
Scampolo est un film muet germano-italien réalisé par Augusto Genina et sorti en 1928.
Il s'agit de l'adaptation de la pièce de théâtre Scampolo créée par Dario Niccodemi en 1916.

## Fiche technique
- Titre original italien : Scampolo
- Titre original allemand : Das Mädchen der Straße[1]
- Réalisateur : Augusto Genina
- Scénario : Augusto Genina d'après la pièce de Dario Niccodemi créée en 1916.
- Photographie : Victor Arménise, Axel Graatkjær
- Musique : Hansheinrich Dransmann
- Production : Seymour Nebenzahl
- Société de production : Nero Film
- Pays de production :  Royaume d'Italie -  République de Weimar
- Format : Noir et blanc - 1,37:1 - Film muet - 35 mm
- Durée : 80 minutes
- Genre : Comédie
- Dates de sortie :
  - République de Weimar : 17 avril 1928

## Distribution
- Carmen Boni : Scampolo
- Livio Pavanelli : ingénieur Tito Sacchi
- Carla Bartheel : Franca
- Lya Christy : Lia Bertini
- Carl Goetz :  Professeur Giglioli
- Karl Platen : le portier de l'hôtel
- Anna Magnani